# Synegia unicolor
Synegia unicolor är en fjärilsart som beskrevs av Alfred Ernest Wileman 1911. Synegia unicolor ingår i släktet Synegia och familjen mätare. Inga underarter finns listade i Catalogue of Life.